# Frédéric Hartmann
Pour les articles homonymes, voir Hartmann.
Frédéric Hartmann est un homme politique français né le 4 janvier 1822 à Munster (Haut-Rhin) et décédé le 3 juin 1880 à Paris.

## Biographie
D'une famille d'industriels, neveu d'André Frédéric Hartmann et à la tête d'un des établissements industriels les plus importants du Haut-Rhin, il est maire de Munster de 1857 à 1880 et conseiller général pour le canton de Munster de 1861 à 1870.
En mars 1868, il passe commande à Jean-François Millet d'un cycle de peintures représentant les saisons. Le Printemps est à présent au musée d'Orsay et L'Automne au Metropolitan Museum of Art.
Hartmann est élu représentant du Haut-Rhin le 8 février 1871. Il démissionne le 1er mars 1871, pour protester contre l'annexion de l'Alsace-Moselle.
Il se fixe à Paris et se consacre à la défense des intérêts de ses compatriotes jusqu'à sa mort survenue en 1880.
Il avait épousé la fille d'Alexandre Sanson-Davillier.

## Hommages
Un collège de Munster porte son nom.
Une rue de Colmar portait son nom jusqu'au 31 décembre 2024, elle a été renommée rue Willi Liebherr le 1er janvier 2025

## Sources
- « Frédéric Hartmann », dans Adolphe Robert et Gaston Cougny, Dictionnaire des parlementaires français, Edgar Bourloton, 1889-1891 [détail de l’édition]